# 邓振龙
邓振龙（1968年—），广东大埔人，汉族，中华人民共和国政治人物、第十二届全国人民代表大会广东地区代表。
毕业于广东省大埔县高陂中学专业。加入中国共产党。任梅州绿源电力发展有限公司董事长。2013年，担任全国人大代表。2018年，连任全国人大代表。